# Agaricus amicosus
Agaricus amicosus es un hongo de la familia Agaricaceae, que se encuentra en los bosques de altura en las Montañas Rocosas, y es particularmente común en Colorado. Se produce en la hojarasca profunda bajo abeto y Picea; madura desde finales del verano hasta principios del otoño. Se considera una especie comestible preferida.